# Cazador (San Luis)
Cazador es una pequeña localidad del departamento Juan Martín de Pueyrredón, provincia de San Luis, Argentina.
Se accede a través de la ruta provincial 3s.

## Población
Cuenta con 100 habitantes (Indec, 2010), lo que representa un incremento del 42,8 % frente a los 70 habitantes (Indec, 2001) del censo anterior.
| Gráfica de evolución demográfica de Cazador entre 1991 y 2010 |
|                                                               |
| Fuente: Censos nacionales del INDEC                           |